# Heinrich Quentell
Heinrich Quentell († 10. August 1501) war ein Buchdrucker in Köln.

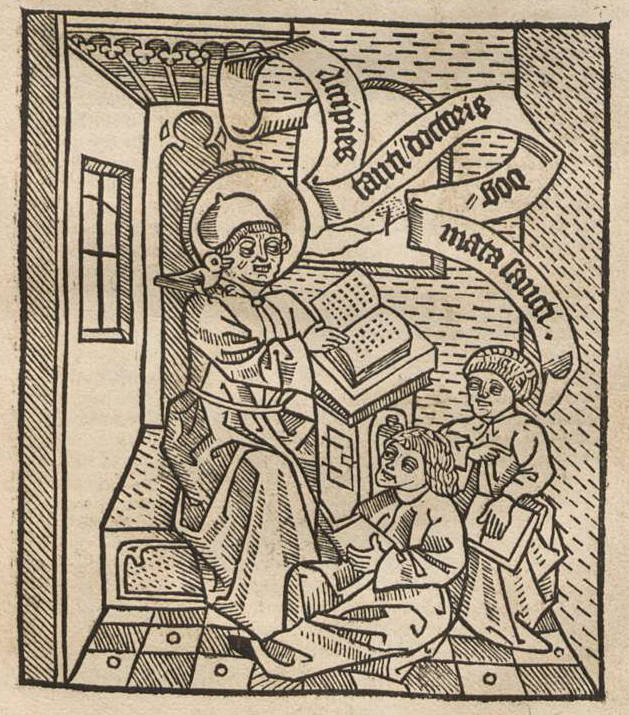
Titelholzschnitt aus Copulata tractatuum Petri Hispani etiam parvorum logicalium et syncategorematum cum textu. Heinrich Quentell, Köln 1490.

Heinrich Quentell entstammte vermutlich einer nordhessischen Familie, deren Name vom Ort Quentel abgeleitet ist. Die Buchdruckerkunst erlernte Quentell vielleicht in Straßburg. Wohl um 1478 heiratete Quentell Elisabeth, die Tochter des Kölner Münzmeisters und Notars Johann Helman. Im Dezember 1478 wurde Quentell die Akzise für die Einfuhr von Papier gestundet. Seine ersten firmierten und datierten Drucke stammen aus dem Jahr 1479, alles Nachdrucke bewährter Werke überwiegend für den Universitätsgebrauch. Den Drucker der beiden ersten gedruckten niederdeutschen Bibeln, der sogenannten Kölner Bilderbibeln, identifiziert Severin Corsten, gegen die vor allem von Ernst Voulliéme vertretene Auffassung, diese Bibeln seien Heinrich Quentells Werk, mit Bartholomäus von Unkel. Dieses große Unterfangen sei durch ein Konsortium um Quentells Schwiegervater Johann Helman verlegt worden. Quentells Offizin befand sich im Haus zum Palast auf dem Domhof, welches Johann Helman gehörte. Vorwiegend theologische und philosophische Texte für den Universitätsgebrauch verließen seine Pressen, aber auch Liturgica. Helman und Quentell beschäftigten gemeinsam auch Lohndrucker und entsandten Diener, um Bücher zu verkaufen.

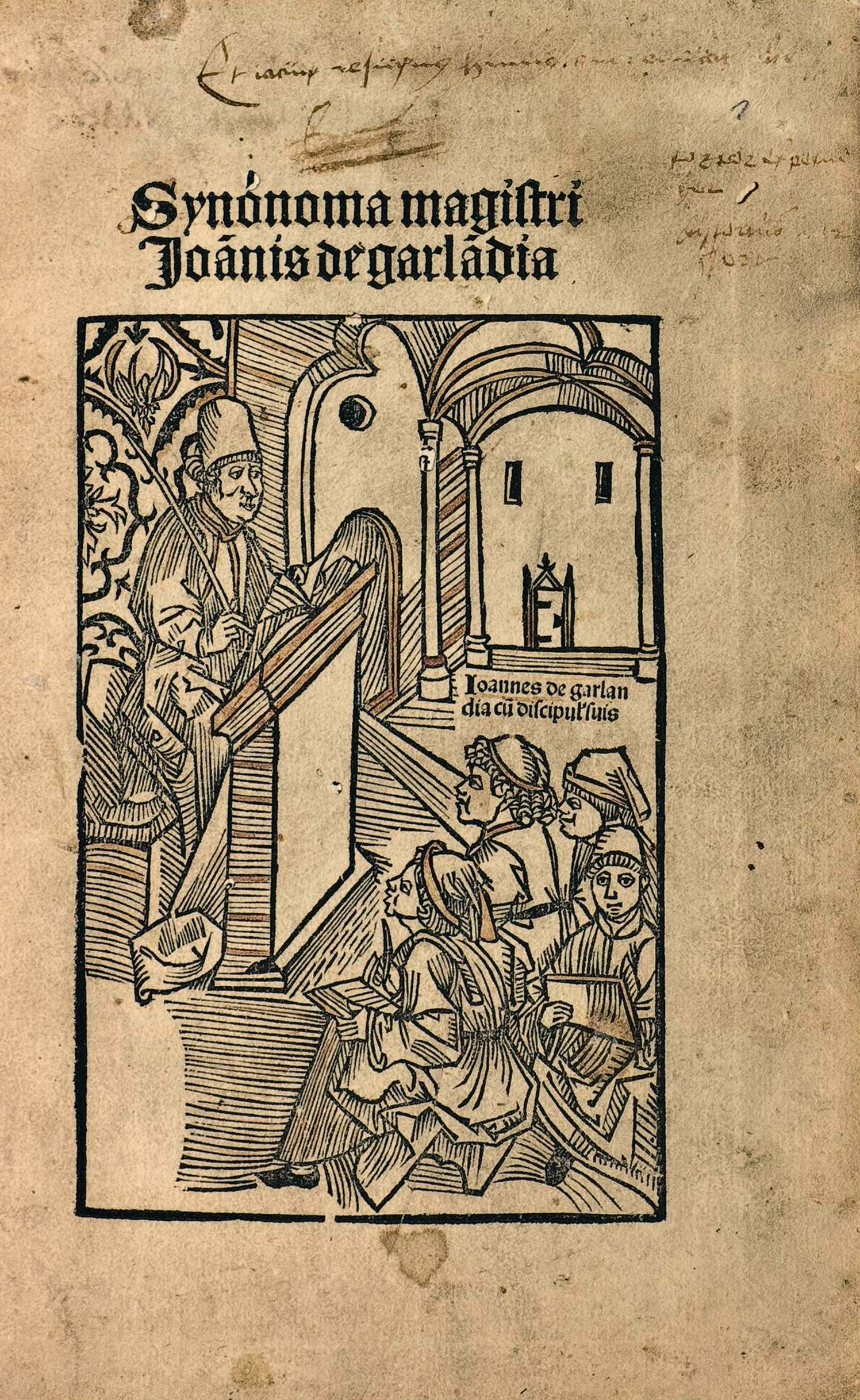
Titelseite aus Johannes de Garlandia: Synonyma. Heinrich Quentell, Köln 1495

 Im Herbst 1482 wurde Quentell, von der Leipziger Messe kommend, von den Herren von Hatzfeld, welche eine Fehde gegen die Stadt Köln führten, gefangen genommen. Mehrere Monate wurde er auf Burg Wildenburg festgehalten. Aus einer an den Kölner Rat gerichteten Bittschrift geht hervor, dass Quentell und seine Frau zu dieser Zeit fünf Kinder hatten. Aus der Haft entlassen, verlagerte Heinrich Quentell, um einer Wiedergefangennahme zu entgehen, seinen Wohnsitz nach Antwerpen, wo er bis spätestens 1487 eine Filiale des Familienunternehmens führte. In den Drucken dieser Zeit verzichtete er aus Vorsicht darauf, seinen Namen oder Ort zu nennen. Viele seiner späteren Drucke versah er mit Holzschnitten, die oft von anderen nachgeahmt wurden. Eine Lehrer-Schüler-Szene, welche aufgrund des darin abgebildeten Textes Accipiesholzschnitt genannt wird, fand besonders weite Verbreitung. Quentell gehört zu den ersten Druckern, die ihre Werke mit einem Titelblatt ausstatteten. Bei rund 91 % seiner über 380 Drucke findet sich ein Titelblatt.
Nach dem Tod ihres Vaters führten Quentells Söhne Druckerei und Verlag als Erbengemeinschaft weiter. In dieser Zeit begann Ortuin Gratius als Korrektor für die Quentelei tätig zu werden. Anders als Heinrich Quentell druckten seine Erben zunehmend auch volkssprachliche Texte. Im Reuchlin-Streit war die Druckerei auf Seiten der Kölner Dominikaner und Johannes Pfefferkorns tätig, was in den Dunkelmännerbriefen Anlass für Spott bot. Ab 1518 begann Heinrich Quentells Sohn Peter Quentel, der in Köln als Ratsherr fungierte, unter eigenem Namen zu drucken; spätestens 1520 übernahm er die Offizin ganz. Peter Quentel wird in Köln als einer der wenigen Drucker lutherischer Schriften bereits in der Frühreformation tätig. Dies ist im erzkatholischen und konservativen Kölner Druckereigewerbe bemerkenswert. Elizabeth Eisenstein vermutet im Rückgriff auf die Forschungen von Steinberg und Bühler, dass bereits Heinrich Quentell einen aktiven Part in der Versorgung der Humanisten mit lateinischen Texten spielte. Eine antikatholische Druckpublizistik wird man ihm trotzdem nicht unterstellen können, da er auch Werke wie etwa den Antilutherus (1525) des flämischen Pariser Theologen und Humanisten Iodocus Chlichtoveus (1472-1543) verlegt.